# 金花蟲科
金花蟲科（學名：Chrysomelidae）又名葉甲科，為昆虫纲鞘翅目的一科，是一群中、小型的甲蟲。

## 形態
本科昆蟲體長介於1.0mm ~ 16.0mm；主要分辨特徵在於跗節節數，其跗節共有五節，但第四節通常退化而緊連結在第五節基部，因此可見跗節為四節；天牛也具有這個特徵，而且有些金花蟲外型與天牛非常相像，但天牛觸角較長，且複眼內缘凹陷，可以作為辨別特徵；此外有些瓢蟲長的像金花蟲，但其跗節只有三節，所以很容易辨別；還有一些擬步行蟲也很像金花蟲，但他們的跗節可以清楚看到五節，因此也是很容易判定。
金花蟲是完全變態昆蟲，生活史可分為卵、幼蟲、蛹、成蟲等四個階段；台灣金花蟲皆為食植性，大部份成蟲均以特定植物為食，幼蟲生活環境與食草多半與成蟲相同。

## 图览
- A flea-beetle from India
- Colorado potato beetle Leptinotarsa decemlineata
- Timarcha sp.
- Common asparagus beetle Crioceris asparagi
- A beetle from the subfamily Hispinae
- Dogbane leaf beetles Chrysochus auratus